# Diggers
La república dels Diggers (també coneguda com a república de Klipdrift, república Lliure, república d'Adamanta i fins i tot república de Griqualàndia Occidental) fou un efímer estat de miners establert al territori griqua de «Griqualàndia Occidental». Va durar de 1870 a 1871.

## Camps de diamants i disputes de terra

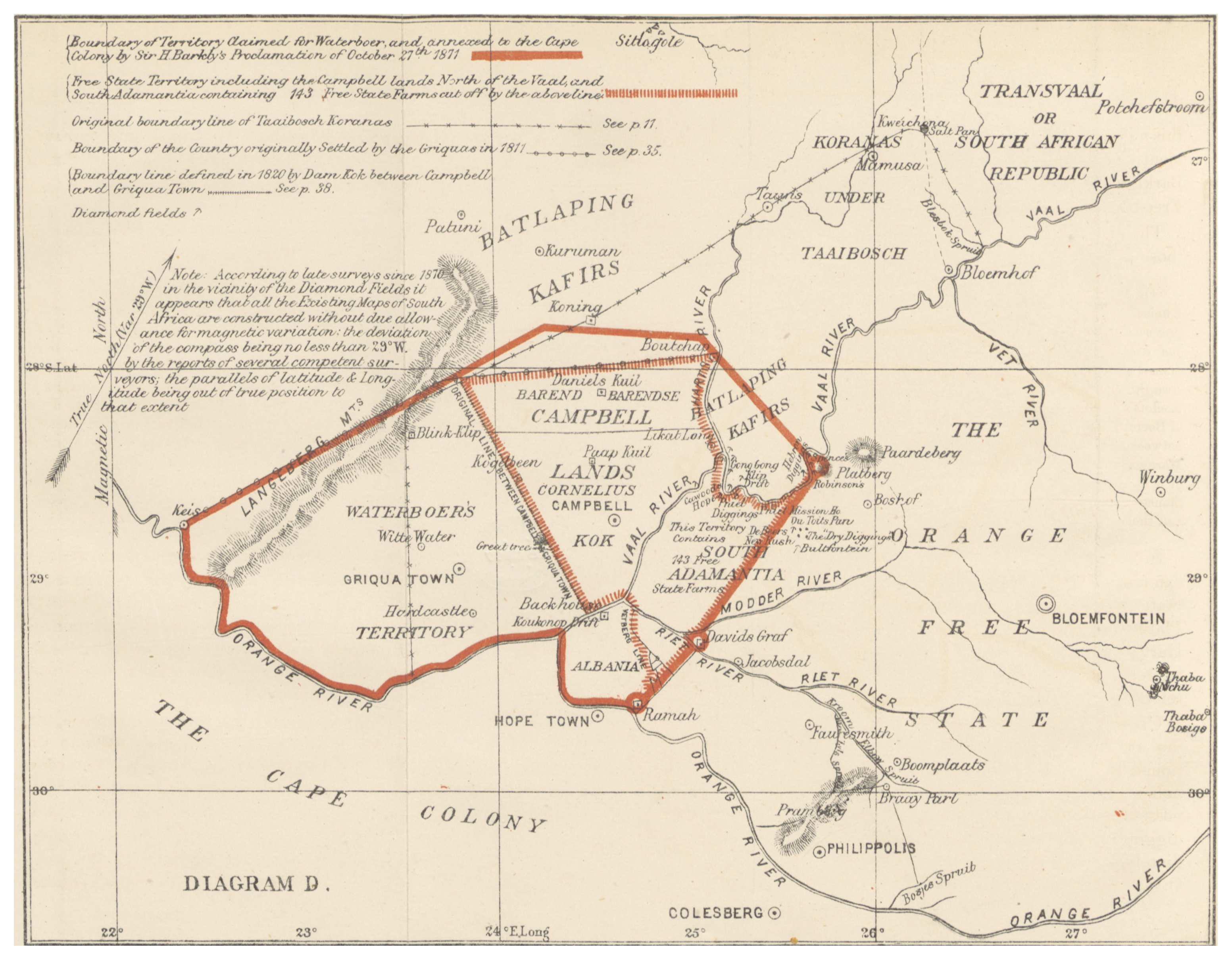
Mapa (1873)

En els anys 1870-1871 un gran nombre de miners es va desplaçar a Griqualàndia Occidental i es va establir als camps de diamants a prop de l'encreuament dels rius Vaal i Orange. Això era terra a través de las qual els griques s'havien mogut regularment amb els seus ramats i estava situada en la part que reclamaven tant el cap griqua Nicholas Waterboer i els bòers de l'Estat Lliure d'Orange.
El 1870, el president del Transvaal Marthinus Wessel Pretorius va declarar els camps de diamant com propietat bòer i va establir un govern provisional sobre els camps de diamant. L'administració d'aquest govern no fou satisfactòria ni pels bòers, ni pels diggers (els miners picadors), ni pels griques ni pels indígenes tswana i altres. La tensió va créixer ràpidament entre les parts fins que un antic mariner britànic, Stafford Parker, va organitzar una part dels diggers per expulsar de l'àrea els oficials del Transvaal 

### República dels Miners (1870-71)
El 30 de juliol de 1870 a la població de Klipdrift, Stafford Parker va declarar la república independent de Klipdrift (també coneguda com la república dels miners [Digger's Republic], la República Lliure [Free Repúblic], la república d'Adamanta o la República de Griqualàndia de l'Oest) i fou també escollit President. Klipdrift fou rebatejada poc després "Parkerton" del nom del nou president, que va començar per recollir impostos (sovint a punta de pistola). Faccions de la República van implorar a l'Imperi britànic que imposés la seva autoritat i annexionés el territori.
El desembre del mateix any aproximadament 10 000 colons britànics van establir la seva residència a la nova república. La república es va estendre fins al riu Vaal, però va existir per un temps violentadament curt. Durant l'any següent, una força bòer va intentar sense èxit recuperar el territori a través de negociacions. El governador britànic del Cap Sir Henry Barkly va ser sol·licitat com a mediador. Barkly va nomenar el Comitè Keate per escoltar les evidències de dret de les dues parts, i en el famós "Premi Keate", va dictaminar contra les repúbliques bòers i a favor de Nicholas Waterboer.

## Govern britànic (1871-1880)
A aquesta conjuntura, Waterboer va oferir col·locar el territori griqua sota l'administració de la reina Victòria.
L'oferta va ser acceptada, i el 27 d'octubre de 1871 el districte dels griques incloent la república dels miners, i juntament amb algun territori adjacent que el Transvaal reivindicava, va ser proclamat territori britànic sota el nom de colònia de Grigualàndia Occidental.